# Av Harajamim
Av Harajamim o Ab Harajamim (hebreo: אב הרחמים ‘Padre [de] la misericordia’ o ‘Padre misericordioso’), es una oración conmemorativa judía que se escribió a finales del siglo XI (1906) o principios del XII, después de la destrucción de las comunidades judías asquenazí en torno al río Rin por los cruzados cristianos durante la primera cruzada. Apareció por primera vez en los libros de oraciones en año 1290, se imprimió en todos los sidur ortodoxos de las tradiciones europeas de Nusach Sefarad y Nusach Ashkenaz, y se recita como parte de los servicios semanales de Sabbat, o en algunas comunidades en el Sabbat antes de Shavuot y Tisha b'Av.
El servicio de Yizkor en las festividades judías concluye con el Av Harajamim, que reza por las almas de todos los mártires judíos.

## Texto

### Español
Av Harajamim, Padre misericordioso, que mora en las alturas excelsas,

en su profunda compasión, recuerde con misericordia

a los piadosos, los rectos y los íntegros,

las Santas Comunidades, que ofrendaron sus vidas por la santificación del Divino Nombre.

Fueron amados y placenteros en sus vidas y (aún) en su muerte no se separaron (de El),

Fueron más veloces que las águilas, más fuertes que los leones,

Para ejecutar la voluntad de su Creador.

Que nuestro D-s los recuerde con favor,

Junto con los demás justos del mundo,

Vindique la derramada sangre de Sus servidores,

Como está escrito en la Torá de Moisés, hombre consagrado a D-s:

 “Naciones, cantad las alabanzas de Su pueblo,

Pues El vindicará la sangre de Sus servidores,
Traerá retribución a Sus adversarios, y aplacará a Su tierra -

Su pueblo” (Debarim XXXII:43)

Y por Tus servidores, los profetas, está escrito:

“Yo purificaré (a las naciones de sus iniquidades)

Pero por (derramamiento de sangre judía) no los purificaré,

D-s mora en Tzión” (Ioel IV:21)

Y en las Sagradas Escrituras está dicho:

“Por qué han de decir las naciones: ¿Dónde está el D-s de ellos?

Sea conocida entre las naciones, ante nuestros ojos,

La vindicación de la derramada sangre de Tus servidores.(Tehilím LXXIX:10)

Y está dicho: “Pues el vengador de la sangre derramada se acuerda de ellos,

El no olvida el clamor de los humildes” (Salmos IX:13)
(Basado en el libro Mi plegaria, del Rab Nissan Mindel)

### Hebreo
אב הרחמים

"אב הרחמים, שוכן מרומים ברחמיו העצומים"

.הוא יפקוד ברחמים החסידים והישרים והתמימים

.קהילות הקודש שמסרו נפשם על קידוש השם

.הנאהבים והנעימים בחייהם ובמותם לא נפרדו

מנשרים קלו, ומאריות גברו

.לעשות רצון קונם וחפץ צורם

יזכרם אלוקינו לטובה

.עם שאר צדיקי עולם

.וינקום נקמת דם עבדיו השפוך

.ככתוב בתורת משה איש האלוקים

.הרנינו גויים עמו כי דם עבדיו יקום

.ונקם ישיב לצריו וכפר אדמתו עמו

ועל ידי עבדיך הנביאים כתוב לאמור

.ונקיתי דמם לא נקיתי

.וה' שוכן בציון

ובכתבי הקודש נאמר

?למה יאמרו הגויים איה אלוקיהם

.יוודע בגויים לעינינו נקמת דם עבדיך השפוך

ואומר כי דורש דמים אותם זכר

.לא שכח צעקת ענווים

ואומר: ידין בגויים מלא גוויות

.מחץ ראש על ארץ רבה

מנחל בדרך ישתה